# 전소민 (가수)
전소민(全昭珉, 1996년 8월 22일 ~ )은 대한민국의 혼성 그룹 카드 멤버이며 Black jokeR, 메인보컬 맡고있고 상징 문양은 ♥️이다.

## 학력
- 서울방송고등학교 (졸업)
- 서경대학교 실용음악과 (휴학)

## 생애

### 2012 - 2015
2012년, 애니메이션 《프리티 리듬 디어 마이 퓨처》의 프로젝트 걸 그룹 퓨리티로 일본에서 활동했다. 그리고 2014년 카라 프로젝트라는 프로그램에서 베이비카라로 카라 허영지와 에이프릴 (채원, 채경), 전 퓨리티 멤버 (조시윤)과 함께 출연했다.
같은 해 에픽하이 'Born hater' 뮤직비디오에도 출연했다.
2015년 8월 24일 걸 그룹 에이프릴 멤버로 데뷔했으며, 활동 당시 포지션은 리더, 메인보컬이었다.

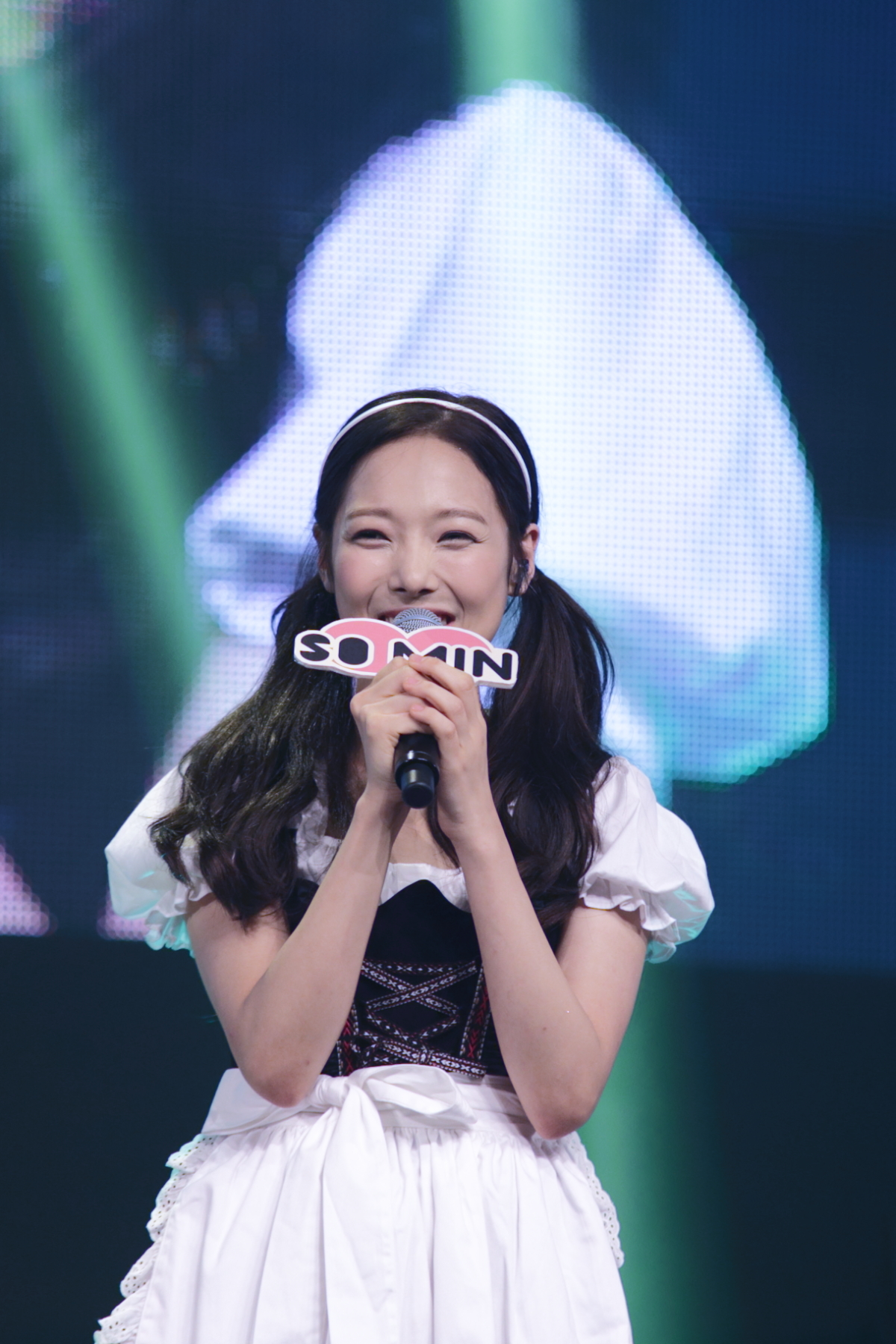
2015년 8월 24일 에이프릴 쇼케이스에서 전소민.

2015년 11월 9일 DSP 미디어에서 에이프릴 팀 재편 공지를 올리고, 진로문제로 데뷔 3개월여만에 팀을 탈퇴하게 되었다.

### 2016 - 현재

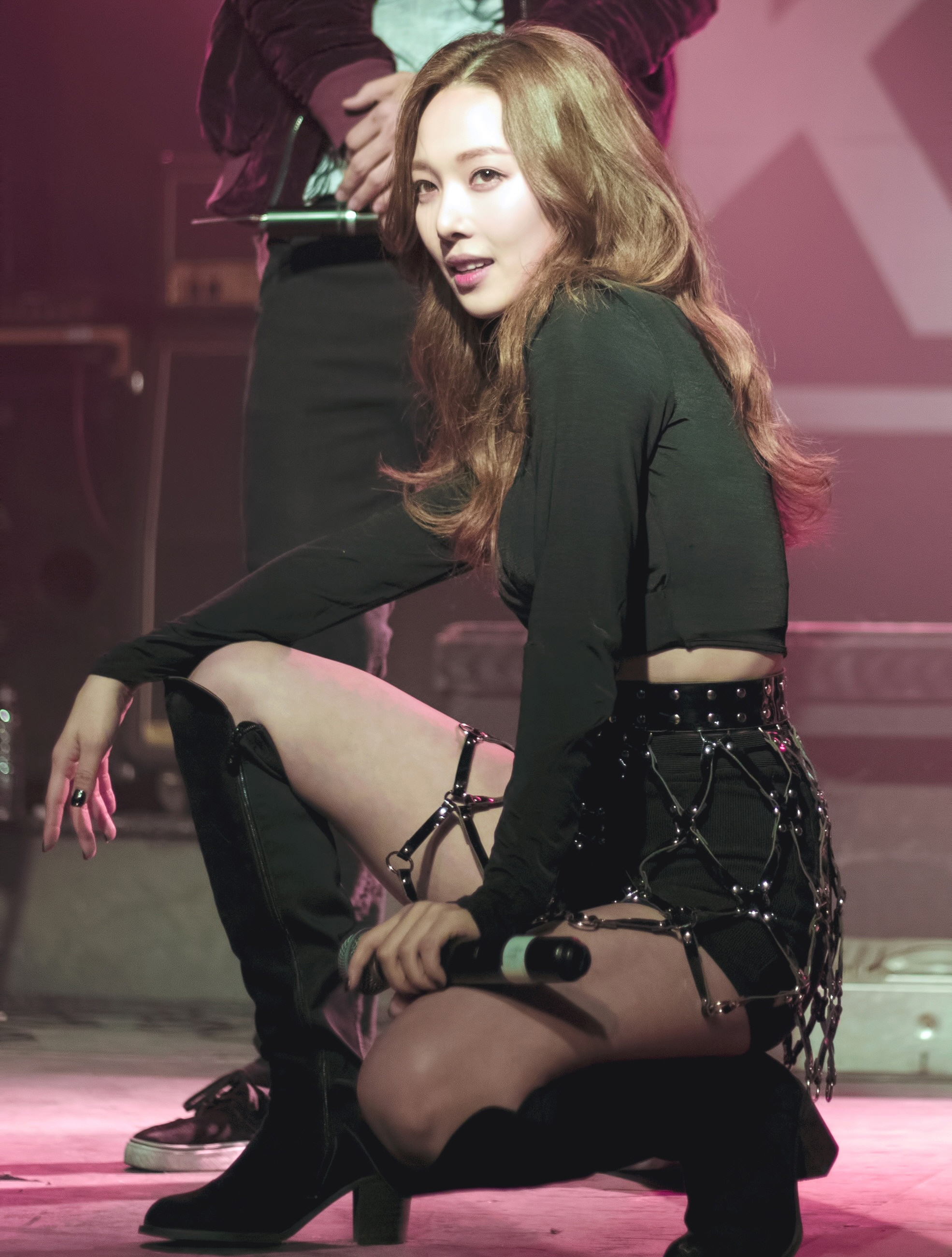
2016년 12월 12일 KARD 데뷔 파티에서 전소민.

2016년 12월 2일 자정, DSP 소속 신인 그룹 K.A.R.D로 재데뷔가 확정되었고,
12월 3일 4인조 혼성그룹 K.A.R.D의 4번째 멤버로 사진이 공개되었다.
2016년 12월 13일 혼성그룹 K.A.R.D의 멤버로 데뷔했다.
제이셉과 함께 2017년 9월 19일에 발매한 《신혼일기2》의 메인 테마송인 《이제 우리》의 가창자로 참여했다.
2018년 4월 12일부터 4일 동안 전지우와 함께 슈퍼주니어의 8집 리패키지 타이틀 곡 'Lo Siento’(로시엔토)의 콜라보레이션 무대를 선보였으며 음원도 발매되었다.

## 음반 활동

### 참여 앨범
| 음반 정보                                 | 참여곡                            |
| ----------------------------------------- | --------------------------------- |
| White Letter - 발매일 : 2014년 12월 15일  | - White - 그대안의 나 (With 채원) |
| 신혼일기 2 OST - 발매일 : 2017년 9월 19일 | - 이제 우리 (With. 제이셉)        |

### 작사·작곡
- 2017년
  - Living Good - 작사·작곡

## 가수 외 활동

### 드라마
| 방송사    | 제목        | 역할   | 방송 기간       | 비고                                        |
| --------- | ----------- | ------ | --------------- | ------------------------------------------- |
| Dramacube | 시크릿 러브 | 카메오 | 2014년 6월 27일 | 옴니버스식 로맨틱 드라마 Episode 3:"라일락" |

### 예능
| 연도 | 방송사     | 제목                          | 역할       |
| ---- | ---------- | ----------------------------- | ---------- |
| 2014 | MBC 뮤직   | 카라 프로젝트: 카라 더 비기닝 | 참가자     |
| 2015 | KBS2       | 뮤비뱅크 스타더스트 2         | 게스트     |
| 2015 | MBC every1 | 주간아이돌                    | 게스트     |
| 2015 | V app      | 에이프릴이 간다               | 고정출연자 |

### 광고
- 2012년 P&G 위스퍼

### 뮤직비디오
- 에픽하이 - 《BORN HATER》(2014년)
- DSP FRIENDS - 《White》(2014년)